# HK PSG1狙擊步槍
PSG-1（德文：Präzisions-Scharfschützen-Gewehr，意為：「精確射手步槍」），是由黑克勒-科赫生产的一种半自动狙击步枪。

## 历史
在1980年代中期，德国H&K公司制造有自动射击的PSG-1作为反恐用狙击枪。其价格一挺换算约100万日元，其重量有8公斤左右。当时的西德警察无法迅速与恐怖分子交战从而保护人质。黑克勒-科赫自此后受委托研发一种高精度，大容量彈匣，适合警用的半自動步枪。
PSG-1因其可靠性和良好的表现受到广泛赞誉，通常和精锐狙击作战单位联系在一起。但由于此枪高昂的费用（每支12000美元）和美国政府的进口限制，截止至2005年底此枪在美国的数量不超过400支，而且其中绝大部分为私人收藏家所拥有。

## 特性
PSG-1步枪在机械上基于HK G3并且具有一个低噪音的助推器（类似于之前用于M16A1/A2/A3/A4上的復進助推器）。PSG-1的预期精确度小于一个角分，并被认为是最精确的半自动狙击步枪之一。该枪能在300米的距离上连续将50发子弹打入一个直径为8厘米的圆圈。
所有的PSG-1步枪都没有机械瞄具，而是装备有照明分划板的Hensoldt 6×42瞄准镜，浮动重型枪管和可调节枪托。PSG-1的枪托是由高密塑料制成，黑色粗糙表面，并且可以调向任何角度以适合所有使用者的需要。它可以调整长度、可旋尾盖（pivoting butt cap）和调节托腮板的高低。前端还装置了一个T型槽以配合旋转挂带（sling swivel）或三脚架。该步枪还有一个可以拆卸调整的扳机部件，可以令使用者更易适应该枪。扳机的行程可以调整，也可以从扳机护圈中拆下。
PSG-1的另一个独特之处在于子弹击发之后弹壳弹出的力量相当大，据说可以弹出10米之远。虽然对于警方的狙击手来说不是太大问题，但却很大程度上限制了其在军队的使用，因为这很容易暴露狙击手的位置。在清扫使用地点的时候黄铜弹壳也很难被找到。PSG-1以半自動狙擊槍而言精度很高，但結構複雜，其設計雖然源於同廠的G3自動步槍，槍機運作原理相同，部分組件也很相似，但實際上此槍不能與G3自動步槍互換零件，交換零件不但影響射擊精度，甚至不能有效運作。此槍的零組件精密度很高，但須要時常良好呵護，警隊的使用條件可較易辦到，可於使用後在室內分解清理，再組合及慢慢調校，如要符合軍方所需的野戰條件就十分困難，PSG-1在野戰環境下也過於脆弱，其結構不耐撞擊，在野外分解組合後也難以快速校準，所以此槍並沒有得到軍方廣泛採用。H&K因此推出設計相似的MSG90狙擊步槍，結構經過強化，對保養維護的要求較低，但射擊精度也有所下降。

## PSG-1A1
2006年Heckler & Koch发布了PSG-1A1，主要有两项改变。首先，握把在角度上逆时针转了一点，因为在原型号上当它被锁住向正后方时，很容易阻碍到狙击步枪上常用的远距离瞄准镜的使用。第二个改变是替换了Hensoldt 6x42光学瞄准镜。非警方用户经常觉得这个瞄准镜的准线太简单，600米的范围也太小。另外，其电池充电和替换均很困难。最大的问题是，Hensoldt在美国境内不负责修理这款瞄准镜。出于以上原因，PSG-1A1上标配的是Schmidt & Bender 3-12x50 Police Marksman II光学瞄准镜，用34毫米固定環來固定。

## 使用者
- 阿尔巴尼亚

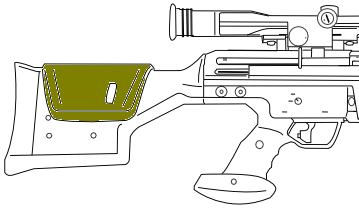
托腮板

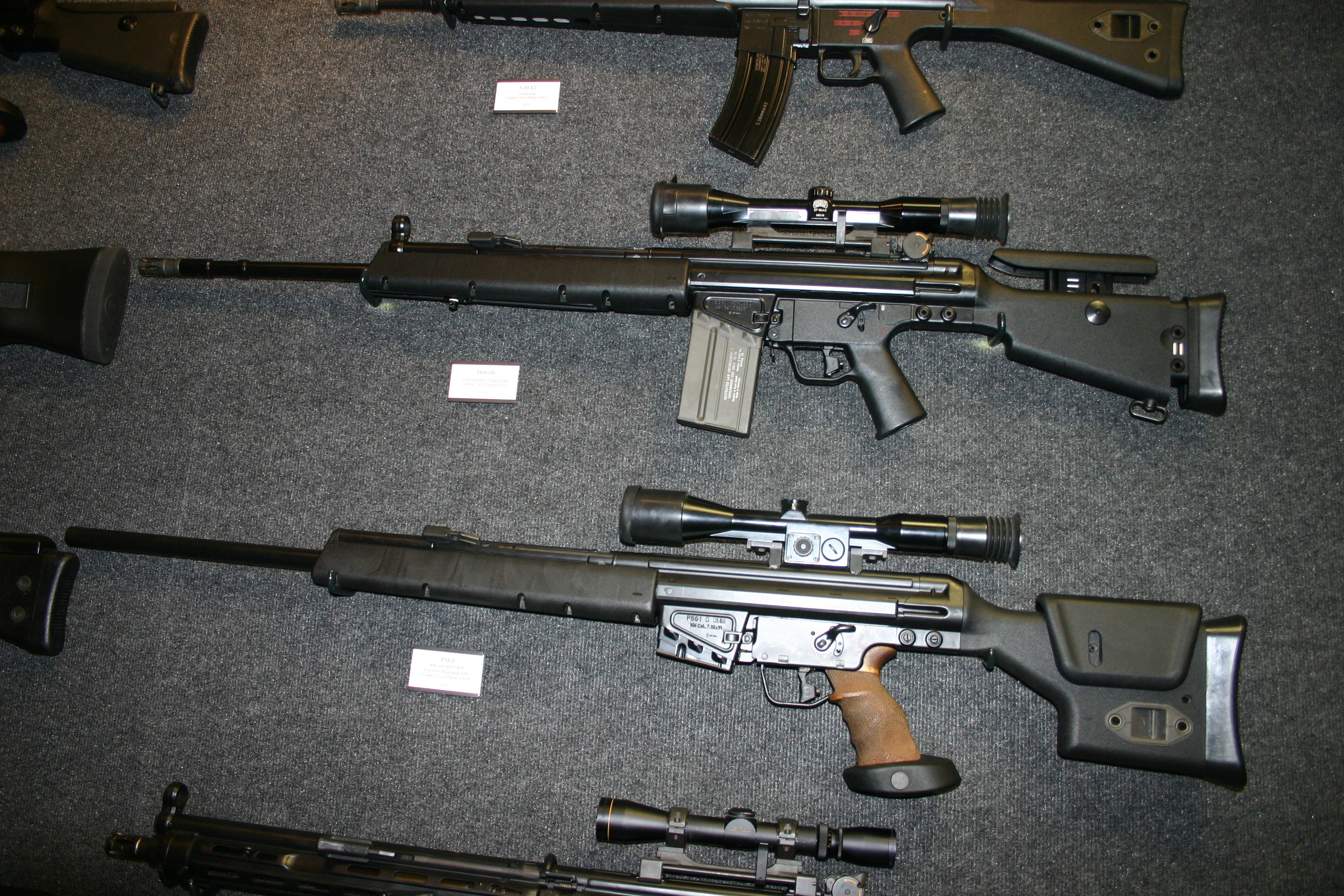
PSG1（下）和MSG90（上）

  - 阿爾巴尼亞警察武裝份子掃蕩部門（英语：RENEA）
- 阿根廷
  - 特種部隊單位
  - 特警單位
- 奥地利
- 比利时
- 巴西
  - 巴西陸軍
  - 巴西空軍
  - 執法機構
- 保加利亚
  - 軍警特種部隊（PSG-1A1）
- 加拿大
  - 特警單位
- 哥伦比亚
- - 克羅地亞陸軍特別行動旅
- 捷克
- 东德
  - 人民警察第9連[2]
- 埃及
- 爱沙尼亚
  - 特警單位
- 芬兰
  - 特警單位
- 法國
  - 國家憲兵干預組
  - 法國國家警察搜索，支援，干預，威懾部隊
- 德国
  - 德國聯邦警察GSG 9
  - 德國邦警察（英语：Landespolizei）特別行動突擊隊
  - 德國聯邦國防軍特種部隊司令部
- 希腊
  - 特警單位
- 香港：由英屬香港的皇家香港警察採購，最初供特別任務連專用[3]。
  - 香港警務處
    - 機場特警組
    - 特別任務連
- 印度
  - 印度陸軍
  - 國家安全保安隊
- 伊朗
- 伊拉克
  - 伊拉克陸軍
- 以色列
  - 以色列國防軍
- 義大利
  - 特警單位
  - 卡賓槍騎兵特別干預組
- 牙买加
- 日本
  - 特殊急襲部隊
- 拉脫維亞
- 立陶宛
  - 立陶宛武裝部隊
- 盧森堡
  - 大公國警察特别單位
- 澳門
  - 澳門治安警察局特别行動組
- 马来西亚
  - 特種部隊單位
  - 特警單位
- 墨西哥
- 蒙特內哥羅
- 尼泊尔
- 荷蘭
  - 特警單位
- 新西兰
- 巴基斯坦：採用POF特許生產型。
  - 巴基斯坦陸軍
- 菲律賓
  - 總統安全組
  - 菲律賓國家警察特別行動部隊
- 波蘭
  - 波蘭武裝部隊行動應變及機動組
- 葡萄牙
  - 葡萄牙治安警察局（英语：Polícia de Segurança Pública）特別行動組
- 羅馬尼亞
- 俄羅斯
  - 聯邦警衛局
- 沙烏地阿拉伯
- 塞爾維亞
  - 特警單位
- 新加坡
- 南非
- - 大韓民國海軍特戰戰團
  - 大韓民國第707特殊任務營
  - 特警單位
- 西班牙
  - 特警單位
- 斯里蘭卡
- 瑞典
- 瑞士
  - 特警單位
- 中華民國
  - 警政署維安特勤隊
  - 海洋委員會海巡署署偵防分署海巡特勤隊
  - 中華民國憲兵特勤隊
  - 中華民國陸軍高空特種勤務中隊
- 泰國
  - 特種部隊單位
  - 武裝警察單位
- 乌克兰
  - 烏克蘭武裝部隊[4]
- 美国
  - 個别地方警察局的特種武器和戰術部隊
  - 聯邦調查局人質拯救隊
  - 美國陸軍第1特種部隊D作戰分遣隊
- 乌拉圭
- 委內瑞拉
- 越南：採用巴基斯坦POF仿製型。
  - 越南人民軍
  - 越南人民公安局（英语：Vietnam People's Public Security）[5]

## 流行文化

### 電影
- 2009年—《神槍手》：由陳新偉（O仔，陳冠希飾演）在內的多名特別任務連狙擊手所使用。
- 2016年—《寒戰II》：使用20發彈匣，由特別任務連狙擊手所使用。

### 電子遊戲
- 1998年—：命名為「PSG1」。
- 2001年—《潛龍諜影2：自由之子》：命名為「PSG1」。另外有使用非致命性麻醉彈藥的「PSG1-T」。
- 2002年—《全球行動》：可選購額外彈匣或是高倍數瞄準具。
- 2002年—：在游戏中名称为PSG-1，另外有消音版PSG-1 SD。
- 2004年—《潛龍諜影 雙雄爭鋒》：命名為「PSG1」。新增使用非致命性麻醉彈藥的「PSG1-T」。
- 2006年—《虹彩六號：拉斯維加斯》：命名為「PSG1」。
- 2007年—《穿越火线》：型號為PSG-1A1，命名為「PSG-1」，使用5發彈匣，瞄准镜只有1倍放大。
- 2007年—《Online》：型號為PSG-1A1，命名為「PSG-1」，使用5發彈匣，无法通过通常途径获得，台灣版需消費滿6000新臺幣、大陆版需消费满888人民币方可獲得。武器模組採用鏡像佈局（右手持槍時拋殼口在左邊）。
- 2008年—《虹彩六號：拉斯維加斯2》：命名為「PSG1」。
- 2009年—《惡靈古堡5》：命名為「H&K PSG-1」。戰役模式可於第五章取得。
- 2010年—：型號為PSG-1，奇怪地會在1960年代出現。於戰役模式及聯機模式中出現，載彈量為5發，最高攜彈量為100發（戰役模式）、40發（聯機模式）。聯機模式時於等級27解鎖，可使用改裝包括：延長彈匣、ACOG光學瞄準鏡、紅外線探測式瞄具、抑制器和增大範圍瞄準鏡。
- 2010年—《特種部隊Online》
- 2010年—《自由之心Online》
- 2013年—《2》：以"Gewehr 3 Rifle"的改裝版本登場。
- 2013年—《惡靈古堡：啟示》：命名為「PSG1」。戰役模式需要收集15個隱藏的手印解鎖。突擊模式則隨機掉落或者出現在商店，稀有版本名稱為「潛行者」。
- 2021年—《蔚藍檔案》：陸八魔亞瑠的固有武器「Wine-red Admire」及黑館羽留奈的固有武器「Ideal」原型。

### 動畫
- 2009年—《幻靈鎮魂曲》：由江漣／Ein所使用。
- 2010年—《學園默示錄》：由特殊急襲部隊所使用。
- 2006年—《名偵探柯南》：由黑暗組織的狙擊手，香緹所使用，依照情況換上G3後期型20發長彈匣。
- 2019年—《警視廳 特務部 特殊凶惡犯對策室 第七課 -特7-》: 由特7成員，遠藤六輔所使用。